# VDSL
A tecnologia VDSL (Very-high-bit-rate Digital Subscriber Line) opera com transmissões assimétricas (taxa de upload sempre menos que a de download) variando de 13 a 52 Mbps de download, e 1,5 a 2,3 Mbps de upload, e isto em apenas um par metálico de até 330 metros, podendo chegar até 1,5 km em taxas mais baixas (alcançando por volta de 13 Mbps)
A tecnologia VDSL (Very-high-bit-rate Digital Subscriber Line), apresenta características semelhantes ao ADSL, isto é, utiliza o tipo assimétrico de transmissão, sendo que a sua principal vantagem sobre o ADSL é que este pode atingir velocidades de transmissão muito superiores às utilizadas pelo seu concorrente mais próximo. Esta apresenta especificações necessárias para o atendimento das necessidades do mercado, que necessita de uma maior largura de banda para seus usuários. A utilização da tecnologia VDSL poderia ser compartilhada com as tecnologias existentes de fibra óptica FTTC (Fiber To The Curb) até a calçada, e FTTB (Fiber To The Building) até o Prédio, ficando ao encargo do VDSL os 300 metros finais da última milha. O VDSL suporta velocidades de 52 Mbps Downstream e 6,4 Mbps Upstream.
Entretanto, um dos problemas que poderiam acontecer na transmissão em altas velocidades, utilizando VDSL sobre a rede telefônica, seria a interferência causada por emissoras de transmissão de rádio AM e de rádio em baixa frequência, assim como interferência na faixa de frequência dos radioamadores, pois estes transmitem em altíssima potência e, desta forma, uma das soluções seria efetuar um melhor balanceamento nas linhas, diminuindo assim, em muito, as interferências causadas por rádio frequência.